# 横溪镇 (岚皋县)
横溪镇，是中华人民共和国陕西省安康市岚皋县一个已撤销的乡级行政区，2015年，陕西省民政厅批复同意撤销横溪镇，将其所辖行政区域划归石门镇。